# Thử khối chì
Phương pháp thử khối chì Trauzl, gọi vắn tắt là thử Trauzl hoặc Trauzl, là phương pháp cổ để đo sức nổ của chất nổ, do Isidor Trauzl phát triển năm 1885.
Phương pháp thực hiện bằng cách cho gói 10 gam chất nổ cần thử nghiệm vào một lỗ khoan trong khối chì, kích thước định sẵn. Lỗ khoan được lèn chặt bằng muối, điểm hỏa điện. Thể tích giãn nở của khối được đo, chuyển thành cm³ rồi chia cho khối lượng chất nổ tính theo gam, trị số này được gọi là trị Trauzl của chất nổ đó, đơn vị là cm³/g. Sau này, có phương pháp gần giống dùng khối nhôm.
Thận trọng khi đọc trị Trauzl của Đức. Rất nhiều trường hợp không ghi rõ đơn vị, họ sử dụng 10 x cm³/g. Ví dụ, của HMX là 48 sẽ thành 480.
Phương pháp thử sức thuốc nổ khác là "thử cát" của người Mỹ. Ngày nay người ta sử dụng đơn vị "tương đương TNT", để chính xác hơn có thể dùng năng lượng nổ, tính bằng J/kg.
| Tên chất nổ   | Số Trauzl (cm³/g) | Tương dương TNT |
| ------------- | ----------------- | --------------- |
| PETN          | 52                | 1,7             |
| C4            | 45                | 1,65            |
| nitrôglyxêrin | 52                | 1,54            |
| HMX           | 48                | 1,6             |
| HMTD          | 33                | 1,25            |
| TNT           | 30                | 1,0             |
| Acetônperôxít | 25-33             | 0,7-0,9         |